# Omphale clavata
Omphale clavata är en stekelart som beskrevs av Christer Hansson 1996. Omphale clavata ingår i släktet Omphale och familjen finglanssteklar. Inga underarter finns listade i Catalogue of Life.